# Xicolatada

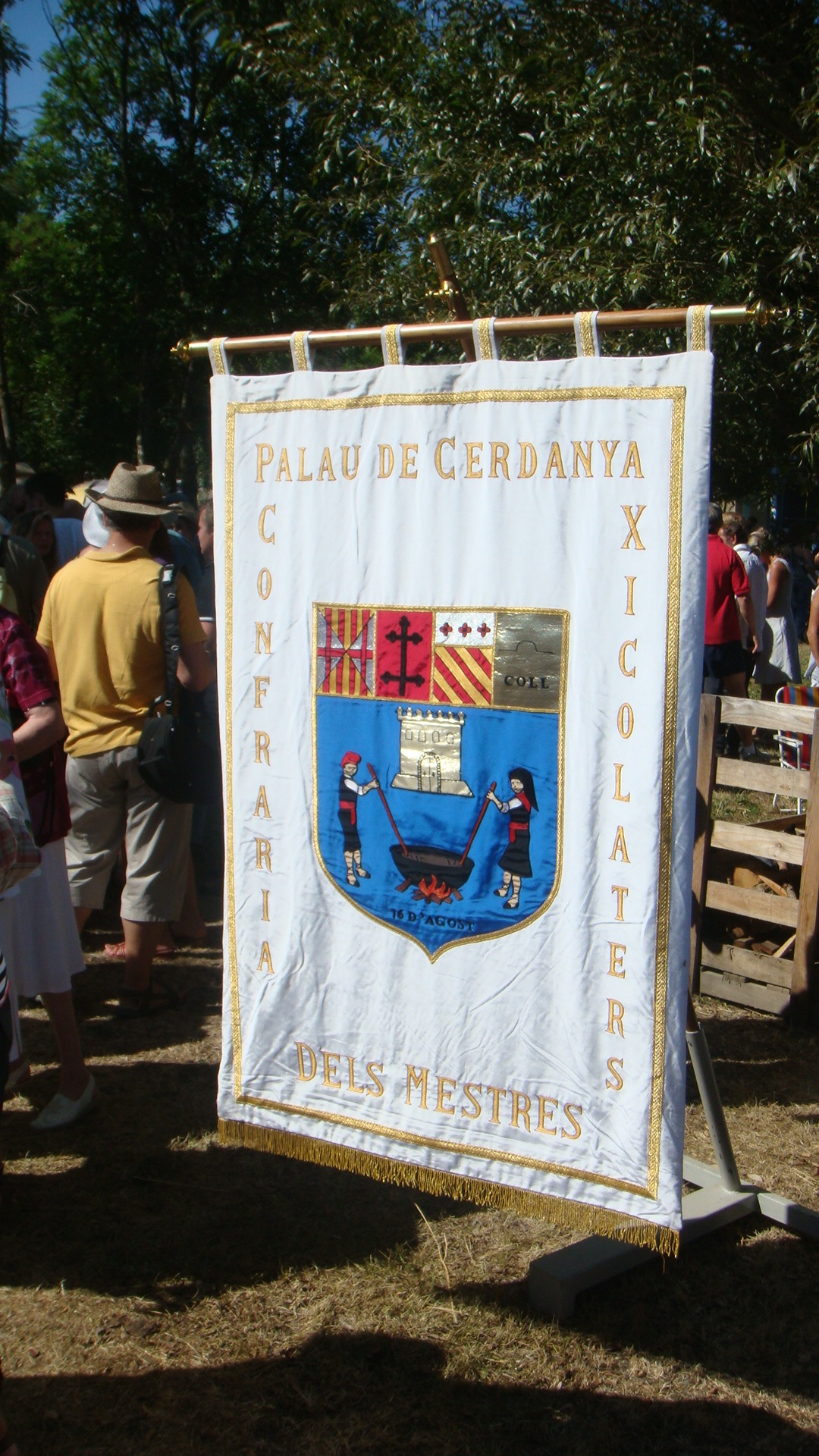
Etendard de la Xicolatada

La xicolatada [ʃikɔlatada] est une fête ainsi qu'une boisson traditionnelle du village de Palau-de-Cerdagne, dans les Pyrénées-Orientales. Issue d'une tradition remontant à plusieurs siècles, elle est célébrée tous les ans, le 16 août.
Xicolatada est un mot catalan formé à partir du mot signifiant « chocolat », qui s'écrit xocolata, et xicolata dans sa variante nord, parlée en Cerdagne et Roussillon, et du suffixe -ada, semblable au français -ade.

## Mestres xicolaters
| Photo | Identité | Période              |
|       |          | - 2007 - 2008 - 2009 |
|       |          |                      |

## Boisson
C'est un chocolat chaud cuit pendant plusieurs heures dans des chaudrons en cuivre, à la base fait à partir d'eau issue d'un canal et de chocolat et par la suite produit à base de chocolat et de lait.